# Dell EMC
Dell EMC (antigamente EMC Corporation até 2016) é uma empresa multinacional norte-americana sediada em Hopkinton, Massachusetts, Estados Unidos. Dell EMC vende armazenamento de dados, segurança da informação, virtualização, analytics, computação em nuvem e outros produtos e serviços que permitem que as organizações armazenem, gerenciem, protejam e analisem dados. Os mercados-alvo da Dell EMC incluem grandes e pequenas empresas - e tamanho médio de negócios em vários mercados verticais. Estoque da empresa (como EMC Corporation) foi adicionado ao New York Stock Exchange em 6 de Abril de 1986, e também foi listada no índice S&P 500.

## História

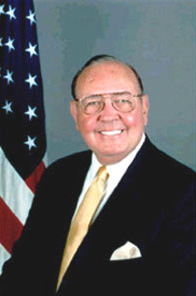
Richard Egan, co-fundador da EMC Corporation

EMC foi fundado em 1979 por Richard Egan e Roger Marino produzindo e sendo representante de distribuição de placas de memória. Logo após eles começaram a vender disco rígido e plataforma para rede de armazenamento sendo o maior provedor mundial competindo com IBM, NetApp, Hewlett-Packard e Hitachi Data Systems. EMC começou a produzir soluções para armazenamento de fácil uso. Joseph M. Tucci tornou-se CEO em 2001.
Em Julho de 2006 EMC abriu um centro de Pesquisa e Desenvolvimento em Shanghai na China, para aproveitar a mão de obra barata e o crescimento da economia chinesa.
Em 7 de Junho de 2007, anunciou investimento de $160 milhões em Singapura para criar um novo laboratório. Neste período a EMC já era reconhecida como uma das maiores empresas de software do mundo.
Em 12 de outubro de 2015 a Dell anunciou a aquisição da EMC por cerca de US$ 67 bilhões, através de seu financiador, a empresa de investimento Silver Lake.